# گتو میزوچ
گتو میزوچ (به ییدیش: מיזאָטש) یک گتو نازی در جریان جنگ جهانی دوم بود که برای جداسازی اجباری و بدرفتاری با یهودیان توسط آلمان نازی در شهر میزوچ، اوکراین غربی، ایجاد شده بود.

## پیشینه
یهودیان در سده هجدهم در میزوچ ساکن شدند. در ۱۸۹۷، کل جمعیت این شهر ۲٬۶۶۲ نفر بود و ۱۱۷۵ یهودی داشت که صاحب کارخانه‌های تولید نمد، روغن و شکر و همچنین کارخانه آرد و کارخانه‌های اره‌بری بودند. برخی از یهودیان در طول جنگ جهانی اول مهاجرت کردند. بر پایه سرشماری ملی سال ۱۹۲۱ در جمهوری دوم لهستان، ۸۴۵ یهودی در میزوچ زندگی می‌کردند که بیشترشان را یهودیان حسیدی تشکیل می‌دادند. با بهبود اقتصاد لهستان، تعداد آنها افزایش یافت. اجتماع آن‌ها، مانند بسیاری دیگر در کرسی (شرق لهستان)، جامعه‌ای شهری میان دو جنگ بود که در آن یهودیان و لهستانی‌ها به همراه اعضای اقلیت‌های دیگر از جمله اوکراینی‌ها زندگی می‌کردند. مدرسه‌ای نظامی در میزوچ وجود داشت که برای آموزش افسران گردان ۱۱ تیپ اول ارتش لهستان بود؛ همچنین یک کلیسای کاتولیک و یک کلیسای ارتدکس و یک کنیسه. نزدیکترین شهر بزرگ، ریونه بود.
میزوچ در حدود ۲۹ کیلومتری شرق دوبنو واقع شده‌است. پیش از حمله آلمان و شوروی به لهستان در سال ۱۹۳۹، این شهر در استان ولین در جمهوری دوم لهستان واقع شده بود. میزوچ که به دنبال حمله شوروی به شرق لهستان در سال ۱۹۳۹ ضمیمه خاک شوروی شده بود، در جریان عملیات بارباروسا، توسط ورماخت تصرف شد. حدود ۳۰۰ یهودی به اتحاد جماهیر شوروی گریختند.

## خیزش و کشتار
در ۱۲ اکتبر ۱۹۴۲، ارتباط گتو با جهان بیرون قطع شد و در حدود ۱۷۰۰ یهودی توسط پلیس کمکی اوکراین و پلیس آلمانی محاصره شدند که در تدارک برچیدن گتو بودند. یهودیان در خیزشی که احتمالاً به مدت دو روز ادامه داشت، به مبارزه برخاستند. حدود نیمی از ساکنان پیش از فروپاشی قیام توانستند گریخته یا پنهان شوند. در ۱۴ اکتبر، بازماندگان اسیر شده با کامیون‌هایی به دره‌ای خلوت منتقل و تیرباران شدند.

### عکس‌ها

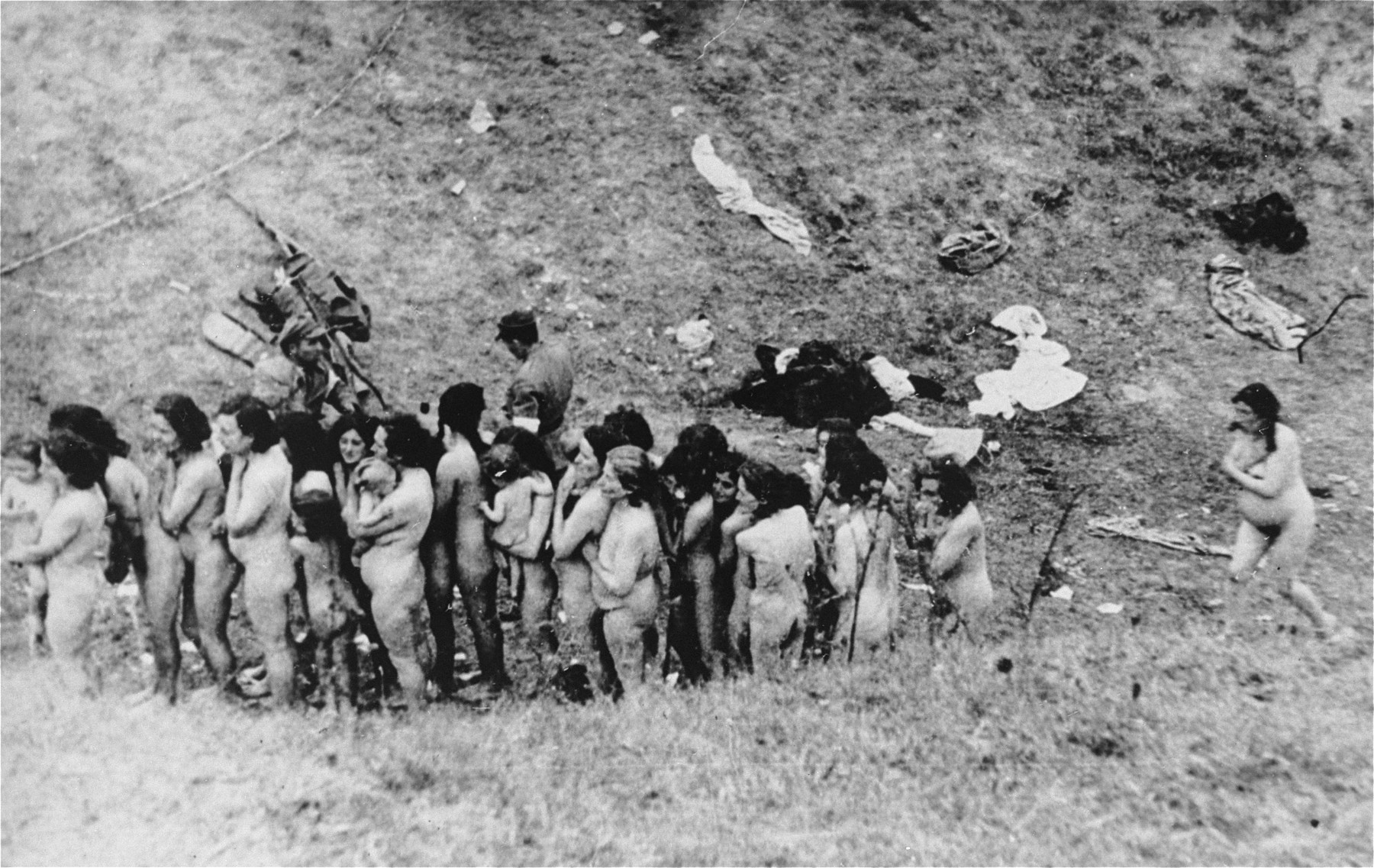
زنان یهودی برهنه پیش از اعدام توسط پلیس آلمان با کمک همدستان اوکراینی در یک صف منتظر می‌مانند.

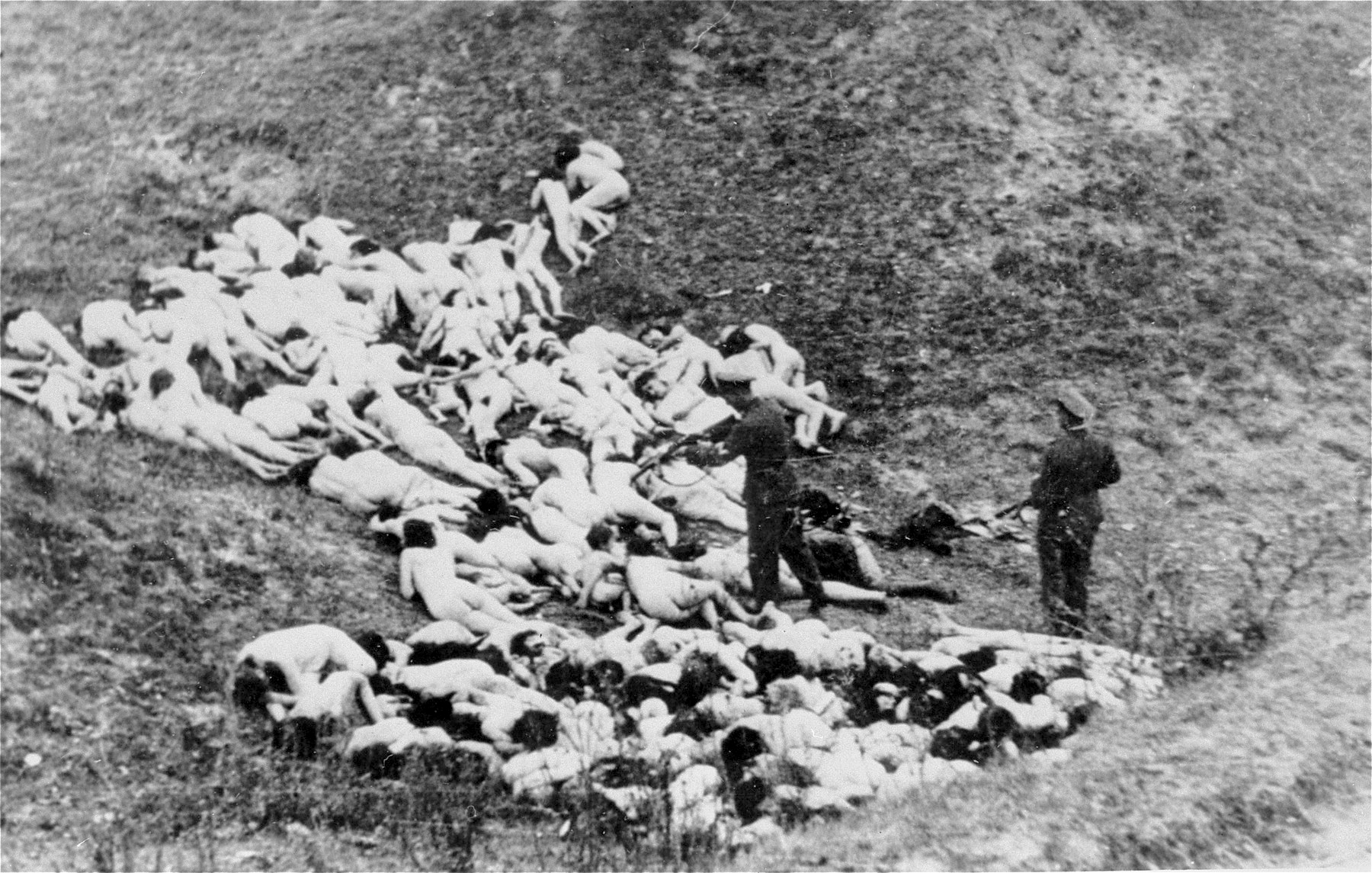
افسر پلیس آلمان به کسانی که هنوز پس از کشتار دسته‌جمعی زنده مانده‌اند تیر خلاص می‌زند. ۱۴ اکتبر ۱۹۴۲

از تیرباران ساکنان گتو عکس‌برداری شد. تصاویر متعلق به اس‌اس-اونترشارفورر شافر بودند تا آنگه در سال ۱۹۴۵ بخشی از تحقیقات لودویگزوبورگ (با شماره ZSt. II 204 AR 1218/70) شدند. عکس‌ها  منتشر شده و امروزه به خوبی شناخته شده‌اند. این عکس‌ها اغلب به اشتباه نمایانگر تصاویری مربوط به دیگر تیراندازی‌های هولوکاست به تصویر کشیده می‌شوند.
دو عکس اکتسیون در حال روی دادن را نشان می‌دهند. این عکس‌ها شواهد روشنی از اعدام‌هایی را نشان می‌دهد که در طول هولوکاست با گلوله در رایخس‌کومیساریات اوکراین انجام شدند. قربانیان را در گروه‌های تقریباً ۵ نفره به محل کشتار هدایت کردند و ناچارشان می‌کردند تا در میان قربانیان پیش از خود دراز بکشند، و سپس با گلوله‌ای از پشت گردن یا به سرشان کشته می‌شدند. تاریخ‌دانان دربارهٔ قساوت نشان داده شده در عکس‌های کشتار میزوچ گفته‌اند:
در سال ۱۹۴۲ در میزوچ، در منطقه ریونه در اوکراین، حدود ۱۷۰۰ یهودی اعدام شدند. این عکس‌ها نشان می‌دهند که تعداد زیادی از مردم در یک دره به‌صف می‌شوند، زنان و کودکان در حال درآوردن لباس‌های خود هستند، صف زنان و کودکان برهنه در انتظار، و در نهایت اجساد اعدام شده آن‌ها. دو عکس به ویژه دلهره‌آور، پلیس آلمان را نشان می‌دهند که در میان انبوه اجساد برهنه زنان پراکنده در دو طرف دره ایستاده‌اند.

### پسایند
میزوچ بعدها صحنه کشتار لهستانی‌ها در ولنیا و گالیسیای شرقی شد که در آن حدود ۱۰۰ لهستانی توسط اوکراینی‌های ملی‌گرا در اواخر اوت ۱۹۴۳ کشته شدند. حدود ۶۰ درصد خانه‌های شهر به آتش کشیده شدند. پس از جنگ، مرزهای لهستان دوباره‌نویسی شدند و میزوچ به عنوان بخشی از جمهوری شوروی سوسیالیستی اوکراین شناخته شد. جامعه یهودی آن شهر دیگر نتوانست خود را احیا کند. پس از فروپاشی اتحاد جماهیر شوروی، شهر بخشی از اوکراین مستقل شد.